# Řád hvězdy Karadjordjevićů
Řád hvězdy Karadjordjevićů (srbsky Орден Карађорђеве звезде) je srbský řád, který byl založen v roce 1904 během existence Srbského království. Později byl udílen i Královstvím Jugoslávie. V roce 1945 byl komunistickým režimem v Jugoslávii zrušen a nadále byl udílen pouze jako dynastický řád. V roce 2010 byl obnoven jako nejvyšší státní vyznamenání Srbska.

## Historie a pravidla udílení
Řád byl založen dne 1. ledna 1904 králem Petrem I. Řád připomínal jeho nedávný nástup na trůn a také sté výročí prvního srbského povstání. Měl nahradit Řád Takova a Řád Miloše Velikého. Tato vyznamenání byla udílena konkurenční dynastií Obrenovičů, kteří v zemi vládli před Květnovým převratem, ke kterému došlo v roce 1903 a po němž se k moci po několika desetiletí v exilu opět dostala dynastie Karadjordevičů. Řád Takova byl pojmenován po vesnici Takovo, ve kterém Miloš Obrenović I. zahájil druhé srbské povstání.
Původně byl Řád hvězdy Karadjordjevićů považován za vyšší státní vyznamenání a udílen byl ve čtyřech třídách. Od svého založení do roku 1906 byl udílen výhradně občanům Srbského království, vojákům i civilistům, za služby poskytované monarchii, srbskému lidu a srbskému státu. Později byl udílen i cizím státním příslušníkům. Princové z dynastie Karadjordjevićů získávali velkokříž tohoto vyznamenání během svého křtu.
Během balkánských válek v letech 1912 až 1913 představila srbská vláda Válečný záslužný řád hvězdy Karadjordjevićů, aby odměnila nápadnou statečnost důstojníků na bojišti, stejně jako dosažená vítězství vyšších důstojníků Královské srbské armády. Poddůstojníkům a řadovým vojákům vyznamenání uděleno být nemohlo. Během první světové války v červnu 1915 zavedlo Srbské království Vojenský řád, který byl subdivizí Válečného záslužného řádu hvězdy Karadjordjevićů, a jež byl udílen poddůstojníkům a mužstvu za statečnost v boji. Válečný záslužný řád byl navíc rozdělen do dvou tříd na zlatý kříž a stříbrný kříž. Mezi příjemci Vojenského řádu byly i ženy. Obdržela jej Milunka Savić či jediná britská žena, která během první světové války sloužila jako vojačka, Flora Sandes. Mezi zahraniční příjemce řádu patřil například americký generál John. J. Pershing, britský polní maršál Douglas Haig, francouzští generálové Joseph Josffre, Maurice Sarrail, Philippe Pétain a Louis Franchet d'Espèrey či rumunský král Ferdinand I. Rumunský. Mezi srbskými vojenskými veliteli, kteří obdrželi tento řád byli Živojin Mišić či Stepa Stepanović.
Poválečné Království Jugoslávie toto vyznamenání zachovalo a bylo udíleno až do konce druhé světové války. V roce 1939 byl řád udělen městu Bělehrad. Během druhé světové války udělil Petr II. na doporučení Dragoljuba Mihailoviće několik vyznamenání četníkům. Mezi vyznamenanými byli Pavle Đurišić, Dobroslav Jevđević, Momčilo Đujić a Uroš Drenović. Některá z těchto ocenění však byla kontroverzní, protože mnoho velitelů během let spolupracovalo s mocnostmi Osy v boji proti komunistickým partyzánům. Výrazný je tento paradox zejména u Djujiće, který obdržel řád za statečnost tváří v tvář nepříteli a následně jeho udělení oslavil na velitelství italského generála. V případě Jevđeviće, jemuž byl řád udělen v roce 1943 za jeho službu srbskému národu v Hercegovině během série ustašovských masakrů, nařídil Mihailović zprávy o jeho ocenění zatajit kvůli návštěvě Jevđeviće v Římě, kde plánoval společně s Italy protikomunistický útok a také proto, že jeho síly během předešlých let provedly několik masakrů Nesrbů.
Po válce byla monarchie zrušena a zároveň postavena mimo zákon a moci se chopila komunistická strana. Během vlády Josipa Broze Tita byl tento řád spolu s dalšími monarchistickými symboly potlačen a nahrazen komunistickými vyznamenáními. Řád byl poté udílen pouze jako dynastický řád Karađorđevićovů.
Po rozpadu Jugoslávie přestala Srbská republika udílet řadu vyznamenání ustanovených během komunistické éry a v roce 2010 obnovila Řád hvězdy Karadjordjevićů jako nejvyšší vyznamenání republiky.

## Třídy
Řád byl původně udílen ve čtyřech třídách:
- velkokříž – Řádový odznak se nosil na široké stuze spadající z ramene na protilehlý bok. Řádová hvězda se nosila napravo na hrudi.
- velkodůstojník – Řádový odznak se nosil na stuze kolem krku. Řádová hvězda se nosila na hrudi.
- komtur – Řádový odznak se nosil na stuze kolem krku. Řádová hvězda této třídě již nenáležela.
- důstojník – Řádový odznak se nosil na stužce složené do trojúhelníku nalevo na hrudi.

velkokříž
velkodůstojník
komtur
důstojník

Od roku 2010 je udílen ve třech třídách:
- I. třída – Řádový odznak se nosí na široké stuze spadající z ramene na protilehlý bok. Řádová hvězda se nosí nalevo na hrudi.
- II. třída – Řádový odznak se nosí na stuze kolem krku.
- III. třída – Řádový odznak se nosí na stužce složené do trojúhelníku na hrudi.

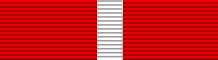
I. třída
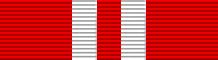
II. třída
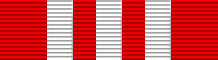
III. třída

## Insignie

### 1904–1945
Řádový odznak má tvar bíle smaltovaného tlapatého kříže. Odznak je korunován zlatou královskou korunou. Mezi rameny kříže jsou hluky paprsků. Uprostřed je kulatý modře smaltovaný medailon. Medailon je lemován bíle smaltovaným kruhem s nápisem За вѣру и слободу», внизу • 1804. Na zadní straně je červeně smaltovaný medailon se stříbrným dvouhlavým orlem se znakem Srbska na hrudi. Medailon je obklopen modře smaltovaným kruhem s nápisem Петар I • 1904.
Řádová hvězda je osmicípá. Ve středu je položen řádový odznak bez koruny.
Stuha je v případě civilní verze červená s bílými proužky lemujícími oba okraje. V případě vojenské verze je stuha čistě červená.

### Od 2010
Řádový odznak má tvar bíle smaltovaného tlapatého kříže. Odznak je korunován zlatou královskou korunou. Mezi rameny kříže jsou hluky paprsků. Uprostřed je kulatý červeně smaltovaný medailon s modře smaltovaným lemem. V medailonu je korunovaný státní znak republiky. Na okraji je v dolní části letopočet 1804.
Řádová hvězda je osmicípá. Ve středu je položen řádový odznak bez koruny.
Stuha je červená s bílými pruhy, jejichž počet se liší v závislosti na třídě.